# Grand Gaube
Pour les articles homonymes, voir Gaube (homonymie).
Grand Gaube est une localité de la république de Maurice située au nord-nord-est de son île principale, l'île Maurice. Elle est située sur la côte au nord-est de Goodlands et relève ce faisant du district de Rivière du Rempart.
Dans les années 1960-1970, Grand Gaube était peuplée d'indo-mauriciens et de créoles, avec une poignée de franco-mauriciens et trois familles de commerçants sino-mauriciens. L'endroit possède deux débarcadères pour les pêcheurs, l'un se trouve devant l'école Saint-Michel et l'autre devant Melville.

Plage de Grand Gaube, avec le Coin de Mire au fond

## Voir aussi

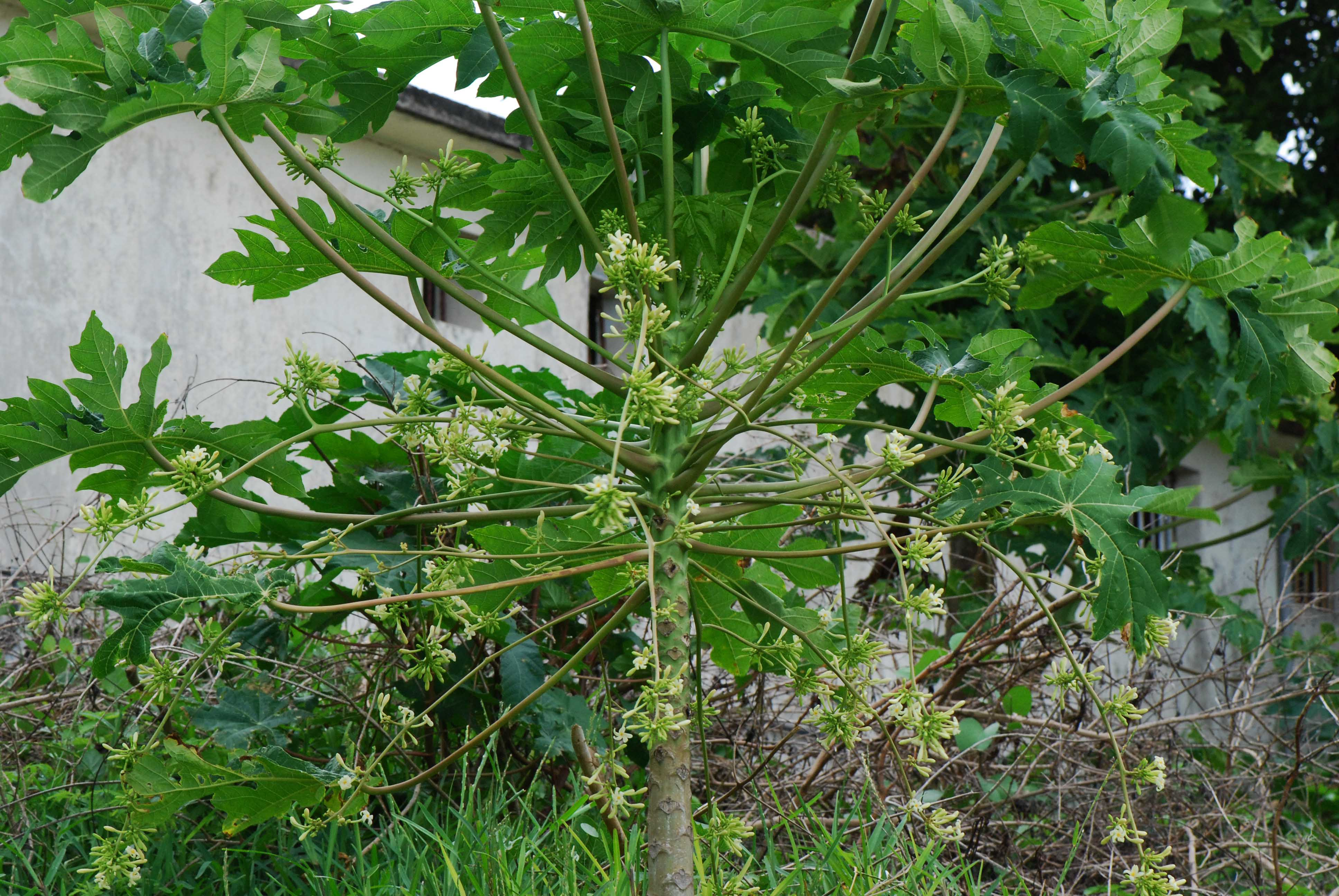
Papayer mâle à Grand Gaube.